# Calocybe juncicola
Calocybe juncicola är en svampart som först beskrevs av Roger Heim, och fick sitt nu gällande namn av Rolf Singer 1962. Calocybe juncicola ingår i släktet Calocybe och familjen Lyophyllaceae.   Inga underarter finns listade i Catalogue of Life.